# Cytisus maurus
Cytisus maurus är en ärtväxtart som beskrevs av Jean-Henri Humbert och René Charles Maire. Cytisus maurus ingår i släktet kvastginster, och familjen ärtväxter. Inga underarter finns listade i Catalogue of Life.